# 누노비키 허브원

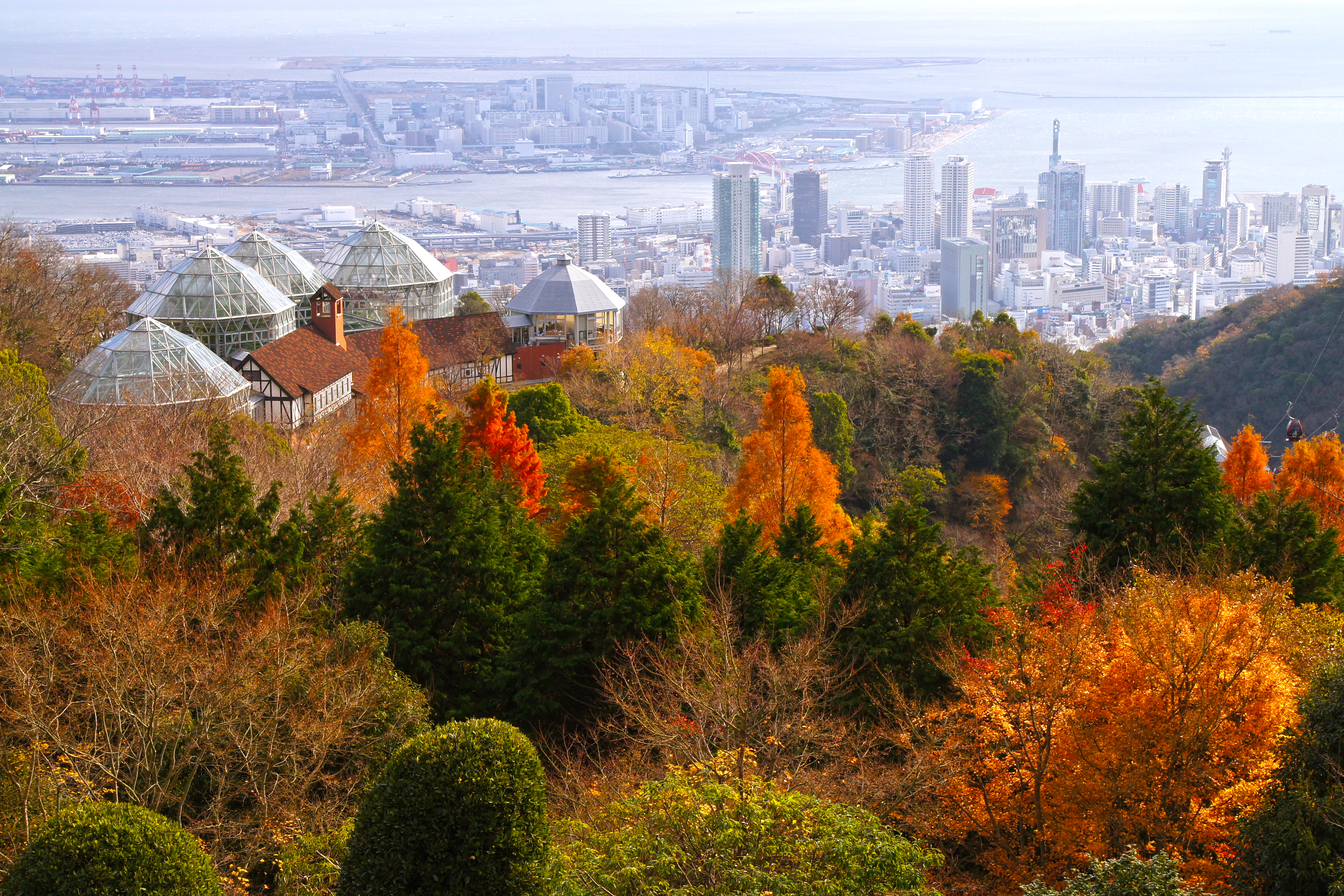
전망의 레스트하우스

누노비키 허브원(일본어: 布引ハーブ園)은 일본 효고현 고베시 주오구에 있는 식물원이다. 신코베역 부근에서 신코베 로프웨이를 타고 갈 수 있다.